# Cà Berlone
Cà Berlone es una curazia situada en el castello (municipio) de San Marino (San Marino).